# Sajólád
Sajólád là một thị trấn thuộc hạt Borsod-Abaúj-Zemplén, Hungary. Thị trấn này có diện tích 12,68 km², dân số năm 2010 là 3104 người, mật độ 245 người/km².